# Берде (район)
Берде (нім. Börde) — район у Німеччині, у складі федеральної землі Саксонія-Ангальт. Адміністративний центр — місто Гальденслебен.

## Населення
Населення району становить 170 106 осіб (станом на 31 грудня 2021).

## Адміністративний поділ
Район складається з 25 міст і громад (нім. Gemeinden), об'єднаних в 4 об'єднання громад (нім. Verbandsgemeinden), а також 9 міст і громад, які до жодного об'єднання не входять.
Дані про населення наведені станом на 31 грудня 2021.
| Самостійні міста/громади: 1. Барлебен (9185) 2. Ванцлебен-Берде (місто) (13821) 3. Вольмірштедт (місто) (11371) 4. Гальденслебен (місто) (19028) 5. Гое-Берде (18703) 6. Зюльцеталь (8856) 7. Ебісфельде-Веферлінген (місто) (13544) 8. Нідере-Берде (7037) 9. Ошерслебен (місто) (19193) |

Об'єднання громад:
Зірочками (*) позначені центри об'єднань громад.
| - 1. Ельбе-Гайде 1. Ангерн (1960) 2. Бургшталь (1490) 3. Вестгайде (1711) 4. Кольбіц (3219) 5. Лойче-Гайнріксберг (956) 6. Рогец * (2152) 7. Циліц (1839) | - 2. Флехтінген 1. Альтенгаузен (1048) 2. Бендорф (834) 3. Бюльштрінген (886) 4. Еркслебен (2799) 5. Інгерслебен (1335) 6. Кальферде (3390) 7. Флехтінген * (2812) | - 3. Обере-Аллєр 1. Айльслебен * (3706) 2. Вефенслебен (1697) 3. Гарбке (1797) 4. Гетенслебен (3567) 5. Зоммерсдорф (1361) 6. Уммендорф (945) 7. Фельпке (1227) | - 4. Вестліхе-Берде 1. Ам-Гросен-Брух (2050) 2. Ауслебен (1644) 3. Гренінген (місто)* (3548) 4. Кроппенштедт (місто) (1395) |